# صلیب سرخ آندورا
صلیب سرخ آندورا(به انگلیسی: Andorra Red Cross) در سال ١٩٨٠ تأسیس گردید.مرکز فرماندهی این سازمان در آندورا لاولا واقع شده‌است.